# Constantia (orquídea)
Constantia é um género botânico pertencente à família das orquídeas (Orchidaceae). Foi proposto por João Barbosa Rodrigues em Genera et Species Orchidearum Novarum 1: 78, em 1877, quando descreveu a Constantia rupestris, sua espécie tipo. O nome deste gênero é uma homenagem que fez João Barbosa Rodrigues à sua esposa, Constança Barbosa Rodrigues.

## Distribuição
O gênero Constantia é composto por seis pequenas plantas, de crescimento reptante, rupícolas, raro epífitas, então normalmente hospedando-se em espécies de Vellozia, originárias do sudeste brasileiro, a maioria endêmica de Minas Gerais, algumas encontráveis em outros estados.
Apesar de seu aspecto delicado, são plantas resistentes, vivendo a pleno sol ou vicejando sobre rochas que recebem sol indireto e onde há maior acúmulo de umidade estando sujeitas com isso à grande amplitude térmica que ocorre entre o dia e a noite. Devido à sua forma, tamanho, e o hábito de agarrar-se fortemente às rochas onde vivem, são popularmente chamadas de carrapatos.

## Descrição

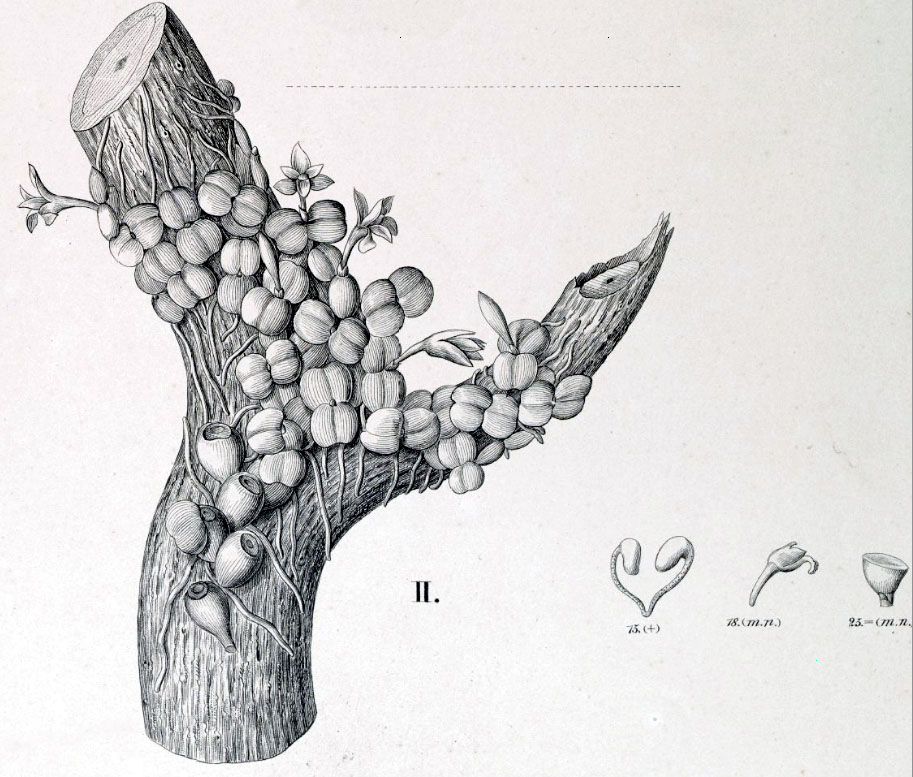
Constantia rupestris

Caracterizam-se por serem plantas atarracadas, rastejantes, com pseudobulbos muito pequenos e agregados, esféricos, achatados, bifoliados, não raro de cor verde clara acinzentada, fortemente fixados nas rochas. folhas orbiculares com nervura central destacada, carnosas, as vezes de superfície granulosa, um pouco maiores que os pseudobulbos.
A inflorescência é curta ou longa, ereta, e emerge de uma pequena espata no ápice do pseudobulbo, comportando apenas uma flor.
Flores quase sempre grandes em comparação com o tamanho da planta, brancas, róseas ou avermelhadas, algumas espécies com detalhes amarelos no labelo ou riscas róseas nas pétalas.
As sépalas de forma, lanceolada ou elíptica ou triangulares, sempre com ápice agudo, são um pouco maiores e mais largas que as pétalas, estas lanceoladas, elípticas, ou elíptico-lanceoladas. O labelo é simples, não raro carnoso, de formato mais ou menos elíptico com extremidade acuminada e pode apresentar calosidade amarela alta em forma de três quilhas longitudinais junto à base.

## Filogenia
Segundo a filogenia de Laeliinae publicada no ano 2000 em Lindleyana por Cássio van den Berg et al., Isabelia, Constantia e Pseudolaelia constituem um dos oito clados de gêneros que formam essa subtribo. Estes gêneros inserem-se entre Arpophyllum e um outro grupo de pequenas espécies da América Central, dentre os quais Broughtonia é o gênero mais conhecido.

## Lista de espécies
- Constantia autralis (Cogn.) Porto & Brade
- Constantia cipoensis Porto & Brade
- Constantia cristinae F.E.L.Miranda
- Constantia gutfreundiana Chiron & V.P.Castro
- Constantiaa microscopica F.E.L.Miranda
- Constantia rupestris Barb.Rodr.